# فيسنتي دي باولا
فيسنتي دي باولا (بالإسبانية: Vicente Di Paola)‏ (12 أغسطس 1923 ببوينس آيرس في الأرجنتين - ) هو لاعب كرة قدم أرجنتيني في مركز الوسط. لعب مع ألماجرو وتشاكاريتا جيونيورز ونادي بيزا ونادي روما ونادي لاردة.

## وصلات خارجية
- فيسنتي دي باولا على موقع عالم كرة القدم.نت (الإنجليزية)